# Amathia acervata
Amathia acervata is een mosdiertjessoort uit de familie van de Vesiculariidae. De wetenschappelijke naam van de soort is voor het eerst geldig gepubliceerd in 1824 door Lamouroux.